# Eikoste
Eikoste (in greco antico: εἰκοστή?, eikosté, "un ventesimo") era il nome di un tributo dell'antica Atene: consisteva in un dazio doganale del 5% imposto da Atene agli stati membri della lega delio-attica su tutte le importazioni e le esportazioni compiute via mare.

## Descrizione
L’eikoste fu introdotta nel 413/412 a.C. (dopo l'occupazione di Decelea da parte degli Spartani) in sostituzione del phoros, nella speranza di riscuotere un gettito maggiore. La riscossione fu appaltata agli eikostologoi (in greco antico: εἰκοστολόγοι?). A quell'epoca, però, Atene aveva un'influenza minore sui suoi alleati, quindi non si sa se il passaggio dal phoros all’eikoste sia mai realmente avvenuto: alcuni stati, infatti, continuarono a pagare il phoros anche dopo l'istituzione del nuovo tributo; si suppone che altri, invece, pagassero l’eikoste.
L’eikoste, come il phoros, cessò colla caduta di Atene nel 404 a.C. Dopo la battaglia di Cnido (394 a.C.) gli Ateniesi ricominciarono a riscoutere questo tributo, secondo quanto riportato da alcune iscrizioni.